# 柔枝野丁香
柔枝野丁香（学名：Leptodermis gracilis）为茜草科野丁香属下的一个种。其种加词来源于拉丁文“gracilis”，意为“纤细的”。